# Синагра
Сина̀гра (на италиански: Sinagra; на сицилиански: Sinaria, Синария) е малко градче и община в Южна Италия, провинция Месина, автономен регион и остров Сицилия. Разположено е на 260 m надморска височина. Населението на общината е 2770 души (към 2011 г.).